# Doxografie
Een doxografie is een tekst waarin de auteur meningen (Oudgrieks: δόξαι, doxai; Latijn: opiniones) van andere filosofen, scholen of verschillende filosofische onderwerpen heeft verzameld. Die meningen kunnen citaten of parafrasen zijn, en kunnen gepaard gaan met de oorspronkelijke argumentatie, met een analyse ten gunste van de mening van de auteur, of met commentaar. Doxografieën zijn een belangrijke bron van kennis over het denken van klassieke auteurs, omdat het merendeel van klassieke geschriften verloren is gegaan, zodat de originele teksten vaak niet gekend zijn.
Het woord doxografie is een neologisme en werd bedacht door de negentiende-eeuwse filoloog Hermann Diels. Hij gebruikte het voor zijn Doxographi Graeci ('Griekse doxografen') in 1879, en sindsdien heeft het begrip ingang gevonden in het onderzoek.
Doxografen zijn onder anderen Cicero, Philodemus, Arius Didymus, Plutarchus, Clemens van Alexandrië, Diogenes Laërtius, Johannes Stobaeus, Aëtius en Theophrastus.

## Bron
- Stanford Encyclopedia of Philosophy, geraadpleegd op 8 februari 2016.

- Gemeinsame Normdatei: 4200635-1
- Nationale Bibliotheek van Tsjechië: ph1031652